# Colonia La Tordilla
Colonia La Tordilla är en ort i Argentina.   Den ligger i provinsen Córdoba, i den centrala delen av landet, 600 km nordväst om huvudstaden Buenos Aires. Colonia La Tordilla ligger 141 meter över havet och antalet invånare är 1 138.
Terrängen runt Colonia La Tordilla är mycket platt. Runt Colonia La Tordilla är det glesbefolkat, med 14 invånare per kvadratkilometer.. Det finns inga andra samhällen i närheten.
Trakten runt Colonia La Tordilla består till största delen av jordbruksmark.